# FNM E.620
Die E.620 der Ferrovie Nord Milano sind eine Reihe von Elektrolokomotiven, die 1984–1985 gebaut wurden. Sie stellen nach den E.600 und den E.610 die dritte Generation von Elektrolokomotiven der FNM.

## Geschichte
Am Ende der 1970er Jahre war der Fahrzeugpark der Ferrovie Nord Milano überaltert und entsprach nicht mehr den gestiegenen Verkehrszahlen im Bahnnetz.
Die FNM nahmen deshalb den Entwurf der Ferrovie dello Stato für eine neue elektronische Lokomotive, die E.633, und entwickelten 1979 davon eine verkleinerte Version, die später mehrmals überarbeitet wurde.
Die Lokomotiven wurden 1981 bestellt. Das erste Exemplar wurde im November 1984 geliefert. Hersteller der Kasten war Ansaldo, die Drehgestelle wurden von Fiat aus den Diesellokomotiven D.445 der FS entwickelt; die elektrische Ausrüstung stammte vom TIBB.
Ende 2009 waren noch zwei Lokomotiven im Einsatz.

## Lackierungen
Die E.620 wurden in die damals neue FNM-Lackierung, weiß und gelb, geliefert. Ab 1996 bekamen sie die sogenannte „Regionallackierung“, in den Farben der Region Lombardei, weiß, hellgrün und hellblau.

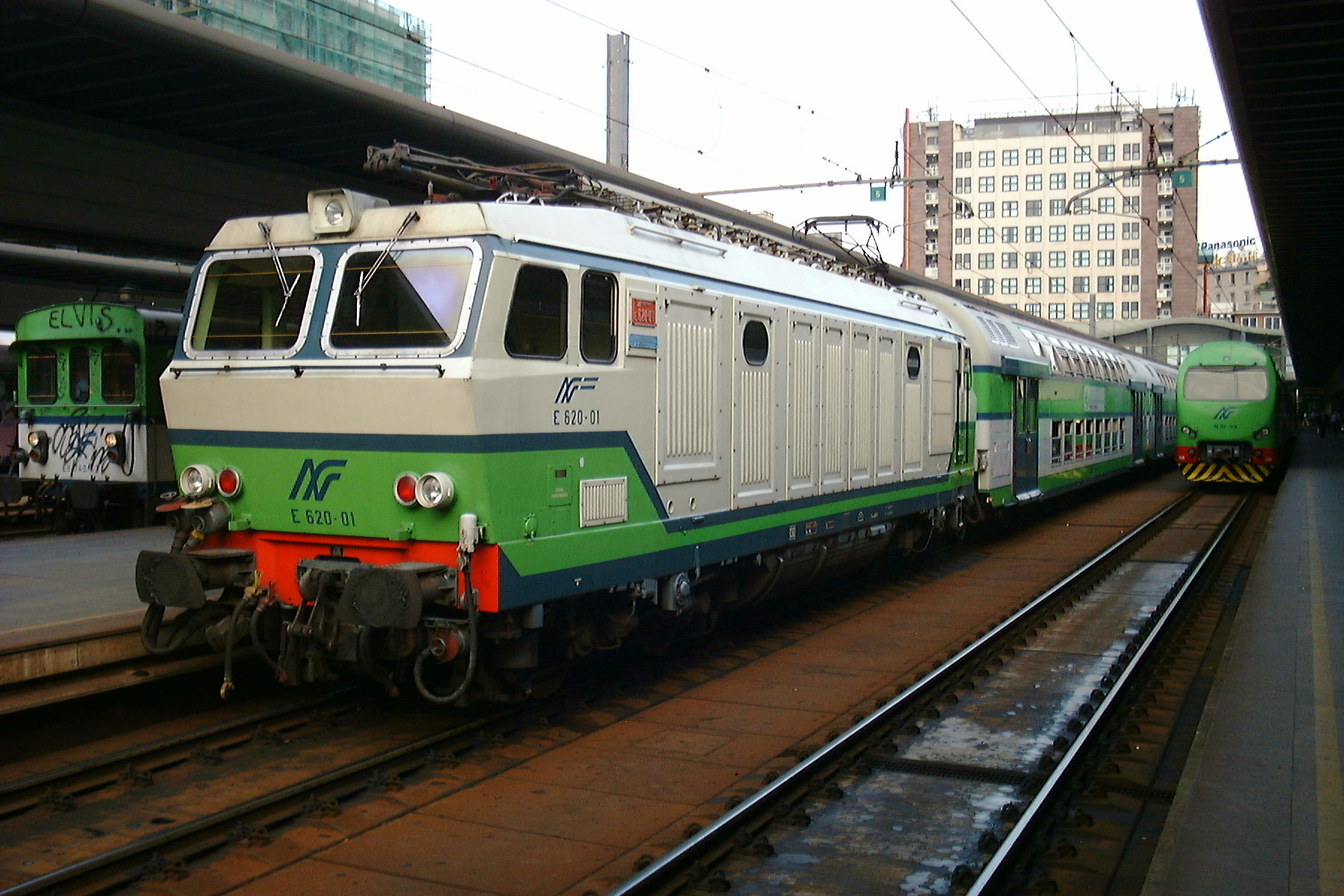
E.620 in Regionallackierung